# Гравицкий, Юрий Константинович
Юрий (Георгий) Константинович Гравицкий (4 апреля 1883, Новгород-Северский, Черниговская губерния — 8 апреля 1931, Москва) — генерал-лейтенант, участник русско-японской и Первой мировой войн, Белого движения на Юге России, первопоходник, начальник Марковской дивизии. Награждён Георгиевским оружием (1916). Эмигрант, вернулся в СССР. Автор мемуаров «Белый Крым». Расстрелян большевиками в 1931 году.

## Биография

### Первые годы
Родился 4 апреля 1883 года в Новгороде-Северском Черниговской губернии в мещанской семье. Образование получил в Новгород-Северском двухклассном городском училище, затем поступил в Чугуевское пехотное юнкерское училище, которое окончил в 1902 году.

### Русско-японская война
Участвовал в Русско-японской войне. По состоянию на 1 января 1909 года — поручик 36-го Восточно-Сибирского стрелкового полка.

### Первая мировая война
Высочайшим приказом от 29 августа 1916 года подполковник 54-го пехотного Сибирского полка Гравицкий был пожалован Георгиевским оружием
За то, что, командуя батальоном, 3-го июня 1915 года, выбил противника из окопов у д. Суха и укрепился; когда же на другой день противник открыл по расположению его батальона ураганный огонь в течение 2-х часов и затем повел атаку, он, подавая пример храбрости, отбил настойчивые, повторные атаки превосходных сил противника и удержал свою позицию.
Завершил участие в Первой мировой войне в чине полковника.

### Белое движение на Юге России

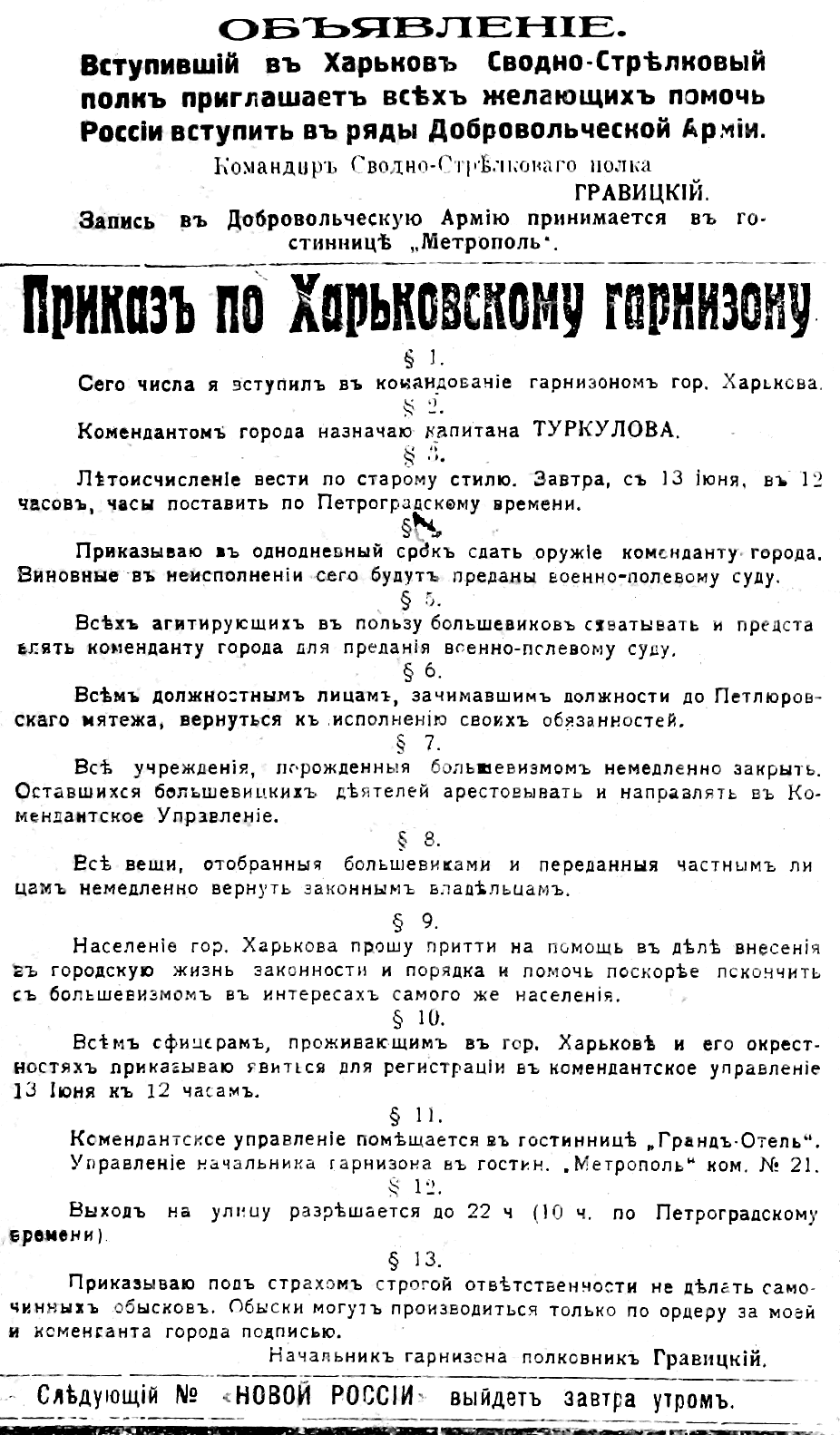
Обращение Гравицкого к населению города Харькова и приказ по гарнизону города, 25 июня 1919 года. Газета «Новая Россия». Одним из пунктов приказано считать следующий день 13-м июня.

В 1918 году участник Ледяного похода. Начальник гарнизона города Харькова в июне 1919 года. С 10 августа 1919 года — командир Сводно-стрелкового полка в составе Добровольческой армии и ВСЮР. В составе Русской армии Врангеля с 29 июля 1920 года, командир 2-го Марковского пехотного полка, затем командир Марковской дивизии. Эвакуирован с частями армии в ноябре 1920 года. Награждён орденом Св. Николая Чудотворца
За то, что, будучи командиром 2-го генерала Маркова пехотного полка и обороняя остров Хортицу в течение двух недель /с 1 по 20 сентября 1920 года/, удержал несмотря на многочисленные и яростные атаки двух красных дивизий указанный остров в наших руках. Доблестная оборона острова обеспечила частям 1-го армейского корпуса плацдарм для операции за Днепр — с одной стороны, а с другой — способствовала удержанию в наших руках и гор. Александровска. За период боев на острове Хортица было взято много пленных и пулеметы.

### Эмиграция
В ноябре 1920 года прибыл в Константинополь. Во время Галлиполийского сидения — командир Алексеевского полка. В журнале «Первопоходник» за 1974 год сообщалось, что Гравицкий был направлен белогвардейским командованием в Советскую Россию для налаживания подпольной работы. Инициатором такой деятельности был генерал Кутепов, а Гравицкий являлся не только его подчиненным, но и близким боевым товарищем. Утверждается, что в Галлиполи Гравицкому намеренно «подмочили» репутацию: произвели расследование одной, в общем-то, мало стоящей операции весны 1920 года, по итогам которого Гравицкого признали виновным в ряде упущений. Из-за этого уже 5 июня 1921 года Гравицкий был отстранен от командования Алексеевским полком. Через некоторое время вместе со своими сослуживцами, бывшими поочередно командирами Самурского полка генерал-майором Е. И. Зелениным и полковником Д. В. Житкевичем, Гравицкий попросил права на возвращение в советскую страну.

### Возвращение в СССР
В 1922 году после амнистии вернулся в Советскую Россию. Написал воспоминания «Белый Крым», которые были изданы в СССР в 1923 году. Преподаватель тактики во 2-й Московской пехотной военной школе.
На 1930 год проживал в Москве по адресу Сокольники, 5-й Лучевой просек, 18. Перед арестом работал инспектором пожарного отдела Управления военизированной охраны ВСНХ СССР.

### Расстрел
Был арестован органами ГПУ 30 августа 1930 года по обвинению в подготовке вооруженного восстания и шпионаже в ходе кампании по чистке Красной армии от бывших «военспецов», известной как дело «Весна». Ранее, 14 августа того же года, были арестованы другие бывшие генералы-возвращенцы Секретев, Савватеев, Бобрышев, И. Л. Николаев, Зеленин. 3 апреля 1931 года приговорен Коллегией ОГПУ к расстрелу. Расстрелян на Ваганьковском кладбище 8 апреля 1931 года. Реабилитирован на основании статьи 1 УПВС от 16 января 1989 года.

## Сочинения
- Гравицкий Ю. К. Белый Крым // Военная Мысль и Революция. 1923. Кн. 2